# Coppa Italia 2000-2001 (pallavolo maschile)
La Coppa Italia di pallavolo maschile 2000-01 fu la 23ª edizione della manifestazione organizzata dalla Lega Pallavolo Serie A e dalla FIPAV.

## Regolamento e avvenimenti
La manifestazione prevede una prima fase di qualificazione alla quale partecipano 10 squadre (dalla 5ª alla 12ª della stagione precedente e 1ª e 2ª della stagione precedente di A2), composta da tre turni giocati con gare di andata e ritorno, che promuove due squadre alla fase finale in Final Six. Vi accedono insieme alle prime quattro della stagione 1999-2000 suddivise in due gironi.
Per le prime due classificate in ogni girone, fu organizzata una final-four con semifinali e finale, da disputarsi con gare ad eliminazione diretta.
Le semifinali e la finale si giocarono al PalaRossini di Ancona. Le semifinali furono entrambe disputate il 3 febbraio mentre la finale il 4. Il trofeo fu vinto dalla Lube, che nell'ultima garà sconfisse con un secco 3-0 il Treviso. MVP della finale fu nominato Marco Meoni.

## Partecipanti all'ultima fase
- Lube
- Treviso
- Daytona
- Roma

## Risultati
|  | Semifinali | Semifinali | Semifinali |  |   | Finale | Finale  | Finale |
|  |            |            |            |  |   |        |         |        |
|  | 1          | Lube       | 3          |  |   |        |         |        |
|  | 1          | Lube       | 3          |  |   |        |         |        |
|  | 4          | Daytona    | 2          |  |   |        |         |        |
|  | 4          | Daytona    | 2          |  | 1 | Lube   | 3       |        |
|  |            |            |            |  | 1 | Lube   | 3       |        |
|  |            |            |            |  |   | 3      | Treviso | 0      |
|  | 2          | Roma       | 1          |  |   | 3      | Treviso | 0      |
|  | 2          | Roma       | 1          |  |   |        |         |        |
|  | 3          | Treviso    | 3          |  |   |        |         |        |
|  | 3          | Treviso    | 3          |  |   |        |         |        |